# Bierumermaar

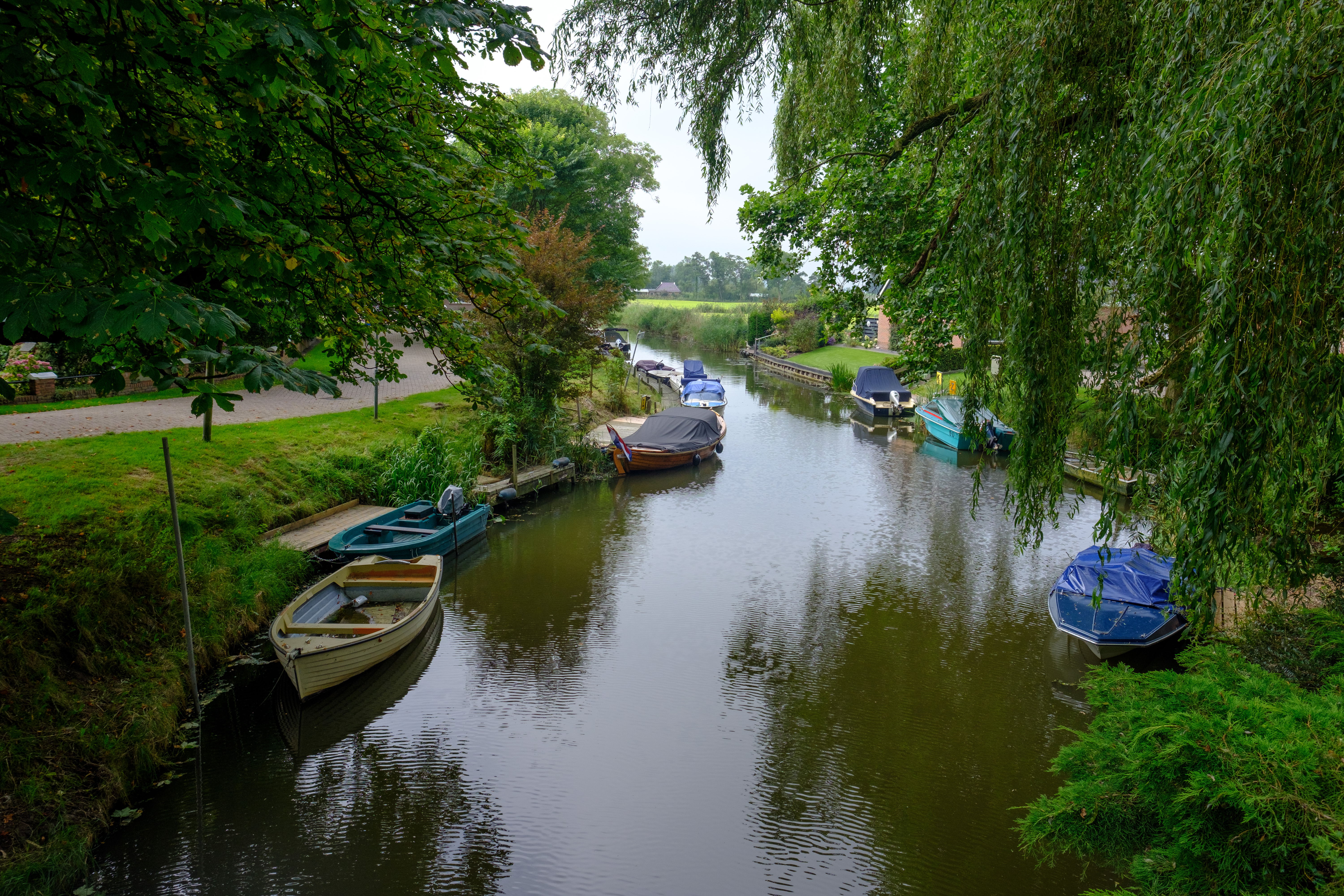
De Bierumermaar in Holwierde, gezien naar het zuiden

De Bierumermaar, vroeger deels Bierumerheekt of Boven-Heekt en deels Groote Heekt genoemd, is een maar in het oosten van de streek Hogeland van de Nederlandse provincie Groningen. Het is een samenvoeging van de opvaart van het dorp Bierum en de vroegere Grote Heekt. De benaming Bierumermaar is van betrekkelijk recente datum.

## Loop
De watergang ontspringt tegenwoordig ten zuiden van het dorp Bierum (bij Rehoboth). Vroeger liep de maar verder door naar het noorden langs de oostzijde van het dorp, maar rond 1900 is dit deel gedempt. De rivier stroomt vanuit Bierum eerst met een grote boog naar het oosten langs de wierde Garbendeweer (linkerzijde), waar het de Gaarbindeweerstertocht opneemt. Deze tocht mondde tot de 16e eeuw bij Hoogwatum uit in zee. Tot aan dit punt heette het water vanouds Bierumerheekt of Boven-Heekt. 
Vanaf dit punt heet het kanaal vanouds Grote Heekt. Vervolgens buigt het kanaal af naar het zuiden bij boerderij Groote Nes, passeert aan linkerzijde boerderij Hekerheem en nog een boerderij van Uiteinde langs de Uiteinderweg en vloeit vervolgens onder de Hogelandsterweg (N997) door het dorp Holwierde door met aan rechterzijde de wierde Katmis en aan linkerzijde de wierden Bansum en Holwirth (kerkwierde). Iets voorbij Holwierde stroomt de Bierumermaar onder de N33 door, waarna, nabij de Bouwtenheerd, zij de Krewerdermaar instroomt en de naam van de rivier verandert in de Groote Heekt (zijrivier van het Damsterdiep).